# Bernd Olbricht
Bernd Olbricht (Gnoien, Mecklemburgo-Pomerânia Ocidental, 17 de outubro de 1956) é um ex-canoísta alemão especialista em provas de velocidade.

## Carreira
Foi vencedor da medalha de ouro em K-2 500 m em Montreal 1976 com o seu colega de equipa Joachim Mattern.
Foi vencedor da medalha de ouro em K-4 1000 m em Moscovo 1980 com os seus colegas de equipa Rüdiger Helm, Harald Marg e Bernd Duvigneau.
Foi vencedor da medalha de prata em K-2 1000 m em Montreal 1976 com o seu colega de equipa Joachim Mattern.
Foi vencedor da medalha de bronze em K-2 500 m em Moscovo 1980 com o seu colega de equipa Rüdiger Helm.